# Vasárnap a parkban George-dzsal
A Vasárnap a parkban George-dzsal (Sunday in the Park with George) a Született feleségek (Desperate Housewives) című amerikai filmsorozat huszonegyedik epizódja. Az Amerikai Egyesült Államokban először az ABC (American Broadcasting Company) adó sugározta 2005. május 8-án.

## Az epizód cselekménye
|  | Alább a cselekmény részletei következnek! |

Az éjszaka kellős közepén Morty érkezik lánykérésre… Az újdonsült vőlegény magával viszi Sophie-t, Susan pedig végre fellélegezhet – legalábbis az anyját illetően. Ugyanis szent meggyőződése, hogy a konyhájában történt tűzesetért csakis Paul lehet a felelős. Mr. Shaw, a magándetektív azonban – miután Susan megbízta, hogy derítsen fényt Young-ék sötét titkaira – megosztja Paullal a történteket. Tervük, hogy félrevezetik a kételkedő asszonyt beválni látszik, ám Paul nem bízza a szerencsére a dolgot, csomagol és úgy dönt, hogy kereket oldanak a fiával. Carlos elhiteti Gabrielle-lel, hogy a gyógyszereivel az unoka utáni vágytól fűtött Solis mama babrált. Rex egyre többet panaszkodik az egészségére, miközben Bree éppen Edie előtt bukik le, amikor George-dzsal romantikázik egy étteremben. Lynette úgy érzi, hogy a házaséletük Tommal egyhangúvá vált és hiányzik belőle a szenvedély, ezért elhatározza, hogy fantáziát visz a szürke hétköznapokba. Ez persze nem megy annyira simán, de még szerencse, hogy ebben a kérdésben a családfő sem tétlenkedik… Gabrielle közli a kertészfiúval, hogy talán tőle terhes. Amire azonban nem számít, hogy Johnban felélednek az apai ösztönök. Felicia kimenekíti a házukból a begyógyszerezett Zacket és ugyan tartva Paul gyilkos hajlamától, de kész tények elé állítja a férfit. Susan beszerez a magándetektívtől egy aktát Mike-ról is, majd megdöbbentő felfedezést tesz: Mike letartóztatási fotóján a férfi egykori látogatóját, Kendra-t véli felismerni. Úgy dönt, utánajár a dolognak és felkeresi a nőt…
|  | Itt a vége a cselekmény részletezésének! |

## Mellékszereplők
- Doug Savant – Tom Scavo
- Roger Bart – George Williams
- Harriet Sansom Harris – Felicia Tilman
- Bob Gunton – Noah Taylor
- Richard Roundtree – Jerry Shaw
- Melinda McGraw – Annabel Foster
- Heather Stephens – Kendra Taylor
- Brent Kinsman – Preston Scavo
- Shane Kinsman – Porter Scavo
- Lesley Ann Warren – Sophie Bremmer
- Bob Newhart – Morty Flickman
- Zane Huett – Parker Scavo
- Joe Hart – Gary
- Bari K. Willerford – Biztonsági őr

## Mary Alice epizódzáró monológja
- A narrátor, Mary Alice monológja az epizód végén így hangzik (a magyar változat alapján):

„Maga az eskü igazán egyszerű. Azok, akik kimondják, megígérik, hogy kitartanak egymás mellett jóban-rosszban, gazdagságban-szegénységben, egészségben-betegségben. Tisztelik és szeretik, és soha el nem hagyják egymást. Míg a halál el nem választ. Igen. Az eskü egyszerű. De találni valakit, aki méltó az ígéretre, az már bajosabb. Ám ha sikerül, attól a pillanattól kezdve boldogan élhetünk, amíg meg nem halunk.”

## Epizódcímek szerte a világban
- Angol: Sunday in the Park with George (Vasárnap a parkban George-dzsal)
- Francia: Deux hommes et un couffin (Két férfi és egy bölcső)
- Német: Das Versprechen (Az ígéret)
- Olasz: Domenica al parco con George (Vasárnap a parkban George-dzsal)